# Каталог на мозайките в НАМ, Неапол
Каталогът на мозайките, изложени в Националния археологически музей в Неапол, Италия, описва мозайките, намерени при археологически разкопки на градовете Помпей, Херкулан и Стабии, затрупани от лавата на вулкана Везувий през 79 г. Всички мозайки са част от Колекция „Помпей“ на музея.

## Мозайки от Колекция „Помпей“
| Снимка | Име                              | Произход                                   | Материал и размери                     | Период на производство          |
| ------ | -------------------------------- | ------------------------------------------ | -------------------------------------- | ------------------------------- |
|        | Битката при Иса                  | Къщата на Фаун Помпей подова мозайка       | варовик 582 х 313 см.                  | 140 г. пр.н.е. – 100 г. пр.н.е. |
|        | Бой между петли                  | Помпей подова мозайка                      | базалт, варовик 100 х 100 см.          | 199 г. пр.н.е. – 80 г. пр.н.е.  |
|        | Главата на Медуза                | Къщата на весталките Помпей подова мозайка | мрамор, варовик 120 х 120 см.          | 40 г.н.е – 60 г.                |
|        | Леопард и символите на Дионисий  | Помпей подова мозайка                      | мрамор, оцветен варовик 110 х 110 см.  | 50 г. пр.н.е – 1 г. пр.н.е.     |
|        | Улични музиканти                 | Стабии подова мозайка                      | оцветен варовик 43 х 41 см.            | 1 г.н.е – 24 г.                 |
|        | Академията на Платон             | Помпей подова мозайка                      | базалт, варовик 86 х 85 см.            | 110 г. пр.н.е. – 80 г. пр.н.е.  |
|        | Яребица върху кошница с огледало | Къщата с лабиринта Помпей подова мозайка   | базалт, варовик 58 х 58 см.            | 45 г.н.е – 79 г.                |
|        | Гълъби пият от златен съд        | Къщата на гълъбите Помпей подова мозайка   | базалт, варовик 113 х 70 см.           | 140 г. пр.н.е. – 100 г. пр.н.е. |
|        | Актьори зад кулисите             | Къщата на поета Помпей подова мозайка      | базалт, варовик 54 х 54 см.            | 110 г. пр.н.е. – 80 г. пр.н.е.  |
|        | Риби и патици                    | Помпей подова мозайка                      | базалт, варовик 39 х 37 см.            | 60 г. пр.н.е. – 40 г. пр.н.е.   |
|        | Сатир и намфа                    | Къщата на Фаун Помпей подова мозайка       | базалт, варовик 39 х 37 см.            | 124 г. пр.н.е. – 100 г. пр.н.е. |
|        | Тезей убива Минотавъра           | Киети подова мозайка                       | варовик 48 х 48 см.                    | 99 г. пр.н.е. – 50 г. пр.н.е.   |
|        | Джудже и петел                   | Помпей подова мозайка                      | варовик 50 х 50 см.                    | 60 г. пр.н.е. – 40 г. пр.н.е.   |
|        | Посейдон и Амфитрита             | Помпей подова мозайка                      | базалт, варовик 93 х 93 см.            | 110 г. пр.н.е. – 80 г. пр.н.е.  |
|        | Каталог на рибите                | Къщата на Фаун Помпей подова мозайка       | базалт, варовик 86 х 86 см.            | 110 г. пр.н.е. – 80 г. пр.н.е.  |
|        | Лъв убива леопард                | Къщата на гълъбите Помпей подова мозайка   | базалт, варовик 89 х 76 см.            | 149 г. пр.н.е. – 100 г. пр.н.е. |
|        | Папагали върху фонтан и котка    | Санта Мария Капуа Ветере подова мозайка    | базалт, варовик 61 х 52 см.            | 149 г. пр.н.е. – 100 г. пр.н.е. |
|        | Двойка патици                    | Помпей подова мозайка                      | варовик 16 х 16 см.                    | 1 г. – 79 г.                    |
|        | Патици                           | Помпей подова мозайка                      | варовик 28 х 28 см.                    | 110 г. пр.н.е. – 80 г. пр.н.е.  |
|        | Портрет на жена                  | Помпей подова мозайка                      | базалт, варовик 24 х 19 см.            | 20 г. пр.н.е. – 45 г. пр.н.е.   |
|        | Лъв, Дионисий и менади           | Помпей подова мозайка                      | базалт, варовик 2,7 м. диаметър        | 99 г. пр.н.е. – 50 г. пр.н.е.   |
|        | Тезей убива Минотавъра           | Помпей подова мозайка                      | базалт, варовик                        | 60 г. пр.н.е. – 40 г. пр.н.е.   |
|        | Куче на каишка                   | Помпей подова мозайка                      | базалт, варовик 67 х 67 см.            | 1 г. – 79 г.н.е                 |
|        | Две жени и магьосница            | Вилата на Цицерон Помпей подова мозайка    | базалт, варовик 45 х 37 см.            | 110 г. пр.н.е. – 80 г. пр.н.е.  |
|        | Бой между петли                  | Помпей подова мозайка                      | базалт, варовик 42 х 46 см.            | 99 г. пр.н.е. – 1 г. пр.н.е.    |
|        | Дионис върху тигър               | Къщата на Фаун Помпей подова мозайка       | базалт, варовик 165 х 165 см.          | 199 г. пр.н.е. – 80 г. пр.н.е.  |
|        | Риби                             | Къщата на Фаун Помпей подова мозайка       | базалт, варовик 118 х 118 см.          | 199 г. пр.н.е. – 80 г. пр.н.е.  |
|        | Ахил и Агамемнон                 | Къщата на Фаун Помпей подова мозайка       | черупки, стъкло, варовик 14 х 98 см.   | 50 г. – 79 г.н.е                |
|        | Медуза                           | Къщата на стотника Помпей стенен панел     | базалт, варовик 122 х 89 см.           | 1 г. – 49 г.                    |
|        | Стенен панел                     | Помпей стена                               | черупки, стъкло, варовик 0,81 х 2,3 м. | 50 г. – 79 г.н.е                |
|        | Морски свят                      | Къщата на Фаун Помпей корниз               | базалт, варовик 0,7 х 3,33 м.          | 110 г. пр.н.е. – 110 г. пр.н.е. |
|        | Маски                            | Къщата на Фаун Помпей корниз               | базалт, варовик 0,7 х 3,33 м.          | 110 г. пр.н.е. – 110 г. пр.н.е. |
|        | Синя ниша                        | Помпей ниша                                | стъкло 170 х 130 см.                   | 50 г. – 79 г.н.е                |
|        | Маса с плот от мозайка           | Херкулан маса                              | стъкло                                 | 50 г. – 79 г.н.е                |
|        | Череп и колелото на съдбата      | Помпей плот на маса                        | базалт, варовик 47 х 41 см.            | 80 г. пр.н.е. – 20 г. пр.н.е.   |
|        | Колони                           | Къщата на колоните Помпей колони           | стъкло височина 350 см.                | 45 г. – 79 г.н.е                |
|        | Боксьор и петел                  | Помпей стена                               | стъкло                                 | 50 г. – 79 г.н.е                |